# Syndiclis marlipoensis
Syndiclis marlipoensis är en lagerväxtart som beskrevs av Hsi Wen Li. Syndiclis marlipoensis ingår i släktet Syndiclis och familjen lagerväxter. Inga underarter finns listade i Catalogue of Life.